# 甘青鼠李
甘青鼠李（学名：Rhamnus tangutica）为鼠李科鼠李属下的一个种。